# Itaperuçu (ort)
Itaperuçu är en ort i Brasilien.   Den ligger i kommunen Itaperuçu och delstaten Paraná, i den södra delen av landet, 1 100 km söder om huvudstaden Brasília. Itaperuçu ligger 978 meter över havet och antalet invånare är 26 546.
Terrängen runt Itaperuçu är platt åt sydost, men åt nordväst är den kuperad. Runt Itaperuçu är det mycket tätbefolkat, med 1 135 invånare per kvadratkilometer.. Närmaste större samhälle är Almirante Tamandaré, 12,2 km söder om Itaperuçu.
I omgivningarna runt Itaperuçu växer i huvudsak städsegrön lövskog.